# Anthony J. Celebrezze
Anthony Joseph Celebrezze, Sr., né Antonio Giuseppe Cilibrizzi (prononcé prononcé : [anˈtɔnjo dʒuˈzɛppe tʃiliˈbrittsi]) le 4 septembre 1910 à Anzi (Italie) et mort le 29 octobre 1998 à Cleveland (États-Unis), est un homme politique américain. Membre du Parti démocrate, il est maire de Cleveland entre 1953 et 1962 puis secrétaire à la Santé, à l'Éducation et aux Services sociaux entre 1962 et 1965 dans l'administration du président John F. Kennedy et dans celle de son successeur Lyndon B. Johnson.
Il est juge de la Cour d'appel fédérale des États-Unis entre 1965 et 1980.